# Tikk-takk (Így jártam anyátokkal)
 A Tikk-takk az Így jártam anyátokkal című televízió-sorozat hetedik évadának tizedik epizódja. Eredetileg 2011. november 14-én vetítették, míg Magyarországon 2012. október 29-én.
Ebben az epizódban Barney és Robin roppant kínos helyzetbe kerülnek, miután lefeküdtek egymással – és ez lelkiismeret-furdalást okoz nekik a partnereikkel kapcsolatban. Marshall, Lily és Ted koncertre mennek, ahol a fiúk egy elfogyasztott "szendvicstől" furán kezdenek el viselkedni.

## Cselekmény
Az előző rész eseményeit követően Barney és Robin rögtön ágyban találják magukat és amiatt szégyenkeznek, hogy mit tettek. Egyikük sem hiszi el, hogy megcsalták a partnereiket, és ami még rosszabb: 3 óra múlva egy hajón kell lenniük velük egy fogadáson.
Lily, Marshall és Ted a Groova Palooza fesztiválra indulnak. Ted szerez egy "szendvicset", amire Lily azt mondja, hogy Marshall nem "eheti" meg, a fiúk később mégis elfogyasztják. Marshall szerint ez egy különleges "szendvics", mert amikor elszívta, nem lett paranoiás, mint általában ilyenkor. Felfokozott állapotában véletlenül elmondja Lilynek, hogy mit csináltak. 
Eközben a hajón megkezdődik a fogadás, amit Sandy Rivers szponzorál, azzal a hátsó szándékkal, hogy megfektesse az új gyakornokot a tévénél. Barney és Robin rádöbbennek, hogy szeretik egymást. Barney ideges Kevin miatt, amire Kevin azt hiszi, hogy a Nora szüleivel való találkozástól feszült. Később, mikor a zenekar játszani kezd, Jövőbeli Ted azt mondja, esküszik, hogy az énekes a csalfaságukról énekelt és arról, hogy el kell mondaniuk az igazat. Végül belátják, hogy ezt mindkettejüknek meg kell tenni. Közben Sandy bepróbálkozik a gyakornoknál, aki nekidobja az italát, de ő elhajol, és az a gyanútlan Kevint találja el, aki elesik és elveszti az eszméletét. Robin erre ráfogja, hogy most nem mondhatja el Kevinnek, hogy mi történt.Barney sem akarja még most elmondani Norának. Abban maradnak, hogy az este után mindketten megmondják a partnereiknek, hogy mit tettek, aztán éjfélkor találkoznak a bárban, ahol tisztázzák a kapcsolatukat.
A koncerten Lily egy kis nachost kér, Marshall és Ted pedig elindulnak, hogy szerezzenek neki. Elkábult állapotukban azt hiszik, hogy a női vécé előtti sor a nachos-sor. Amikor rájönnek erre, továbbindulnak, de csak körbe-körbe mennek. Ez idő alatt állandóan látnak egy ijesztő fickót gitárral a kezében és a vécé előtti sort folyamatosan a nachos-sornak hiszik. Az ijesztő gitáros Tedhez szól és ad neki nachost, de Ted szerint már úgyis mindegy, mert vége van a koncertnek. Ezután a fickó hirtelen szívrohamot kap és ezt látva Marshall bocsánatot kér Tedtől egy korábbi konfliktusuk miatt. Leülnek és elkezdenek panaszkodni, hogy a koncertnek rég vége és hogy elvesztek, de ekkor megjelenik Lily és közli velük, hogy két perce sincs, hogy kijöttek. A biztonsági kamerák képei alapján Marshall csak körbe-körbe ment és mindenkinek odakiabált, a gitáros fickó igazából egy életnagyságú papírmasé bábu volt, a nachos pedig a szemétből való. A szívroham pedig nem más volt, mint annyi, hogy Ted fellökte a bábut. Visszamennek a koncertterembe, de alig tíz perc után mégis beüt náluk a paranoia, ezért inkább hazamennek.
A kórházban Kevin először mondja Robinnak, hogy szereti őt. Robin megpróbálja elmondani, mit tettek Barneyval, de Kevin leállítja azzal, hogy bármit is akar mondani, az már nem számít, így nem tudja elmondani a dolgokat. Barney sokkal nehezebb helyzetben van, mert Nora szülei egy nappal korábban érkeznek meg. Nora szülei azt mondják Barneynak, hogy azt szeretjük igazán, akire egyfolytában gondolunk – és ő úgy érzi, egyfolytában csak Robinra tud gondolni. Végül ennek hatására elmondja Norának az igazat. Nora talán meg tudna bocsátani Barneynak, ha ő ki tudná mondani, hogy ez nem jelentett számára semmit, de Barney képtelen erre, ezért szakítanak. Lemegy a megbeszélt időben a bárba és megmondja a többieknek ezt, és hogy nem szeretne erről beszélni. Ekkor azonban megjelenik Robin és Kevin, Barney pedig szomorúan konstatálja, hogy Robin nem tette meg ugyanazt, amit ő is. Elhagyja a bárt, majd nem sokkal később Ted is, aki még mindig kába egy kicsit. Mikor felmegy a lakásba, észreveszi, hogy Barney a másik szobában leszedegeti az ágyra odaszórt rózsaszirmokat és a meggyújtott gyertyákat.

## Kontinuitás
- Kevin azt hiszi, Barney a Nora szüleivel való találkozás miatt ideges ("Katasztrófa elhárítva")
- Barney amikor Robinra gondol, az alábbi visszaemlékezések láthatóak:
  - Táncolnak Punchy esküvőjén ("A tanú")
  - Lézerharcolnak ("Hűha, nadrágot le")
  - Csókolóznak ("Az ugrás")
  - Egy rave partiról beszélgetnek ("Murtaugh")
  - Ranjit autójában utaznak ("Elfogadom a kihívást")
  - Pacsiznak ("Skótdudások")
- Ted és Marshall "szendvicset esznek", ami az "Így találkoztam a többiekkel" című rész óta a marihuánafogyasztásra használt eufemizmus.
- Barney szerint készült róla és Robinról egy videó, ahogy szexelnek. "A megfelelő tesó" című részben is volt erre utalás.
- Az első jelenet szinte teljesen ugyanaz, mint "A kecske" című részben.

## Jövőbeli visszautalások
- Ted a "Nem sürgetlek" című részben mondja el Barneynak, hogy látta a rózsaszirmokkal előkészített ágyat.

## Érdekességek
- Barney "A világ legjobb párosa" című részben azt mondja, hogy csak egy párnával alszik otthon, itt viszont három látható.
- A "Szívzűrök" című részben Nora apjának haja rövid és göndör, itt viszont hosszú és egyenes.

## Vendégszereplők
- Nazanin Boniadi – Nora
- Kal Penn – Kevin
- Jerry Minos – King Charles
- Alexis Denisof – Sandy Rivers
- Sy Smith – énekes
- Dean Chekvala – hippi
- David Neher – kecskeszakállas fickó
- Katie Gill – Erica
- Tahmus Rounds – gitáros fickó
- Jacob Witkin – Nora apja
- Robin Krieger – Nora anyja

## Zene
- Crooked Fingers – Heavy Hours
- Jerry Minor – Shame On You